# Erythroxylum grisebachii
Erythroxylum grisebachii är en tvåhjärtbladig växtart som beskrevs av Johann Joseph Peyritsch. Erythroxylum grisebachii ingår i släktet Erythroxylum och familjen Erythroxylaceae. Inga underarter finns listade i Catalogue of Life.